# Petroscirtes ancylodon
Petroscirtes ancylodon és una espècie de peix de la família dels blènnids i de l'ordre dels perciformes.

## Morfologia
- Els mascles poden assolir 11,5 cm de longitud total.[1][2]

## Reproducció
És ovípar.

## Hàbitat
És un peix marí de clima tropical.

## Distribució geogràfica
Es troba des del nord del Mar Roig fins al Golf Pèrsic. També és present a la Mediterrània: Golf d'İskenderun (Turquia).